# Acacia koaia
Acacia koaia là một loài thực vật có hoa trong họ Đậu. Loài này được Hillebr. miêu tả khoa học đầu tiên.

## Hình ảnh

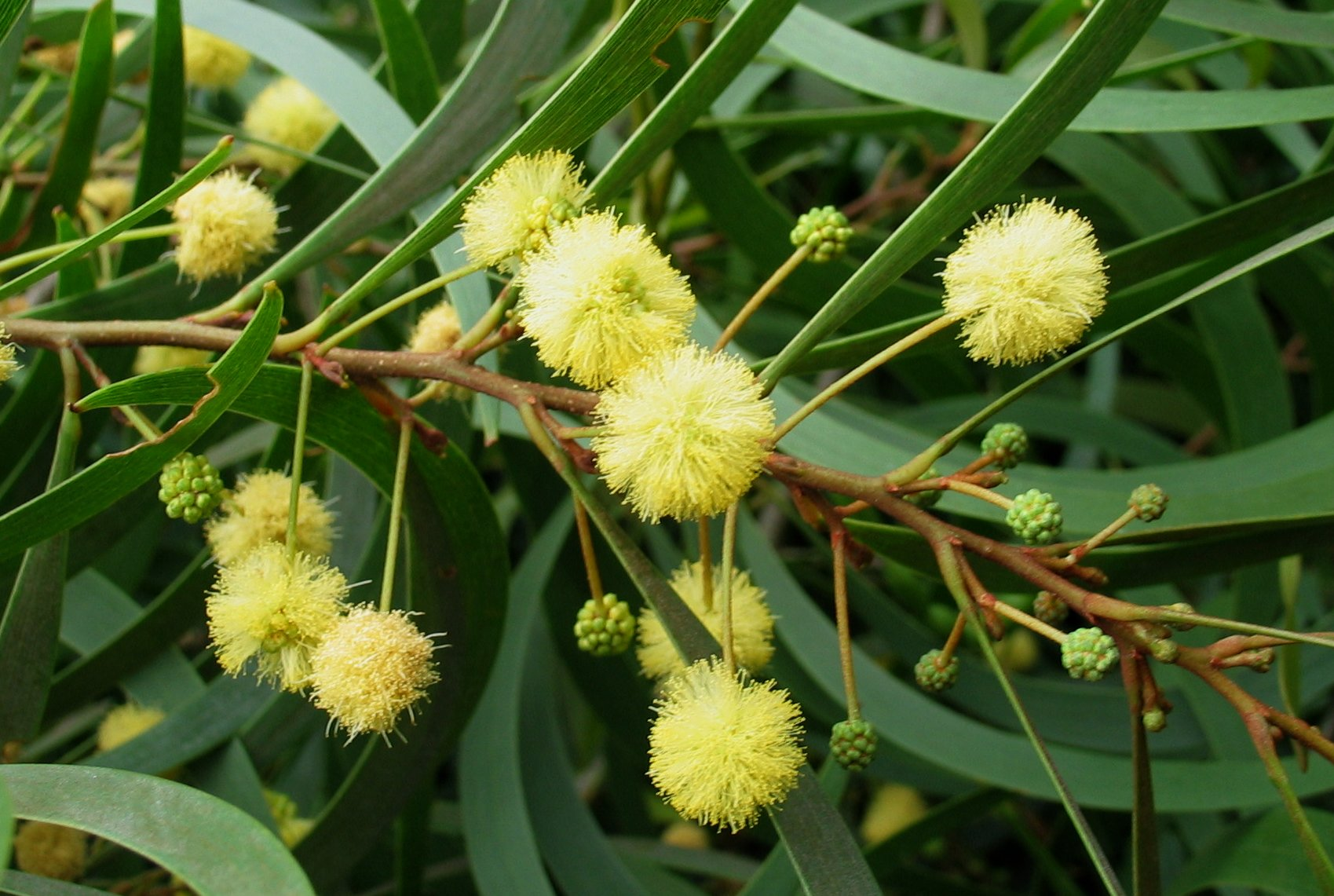
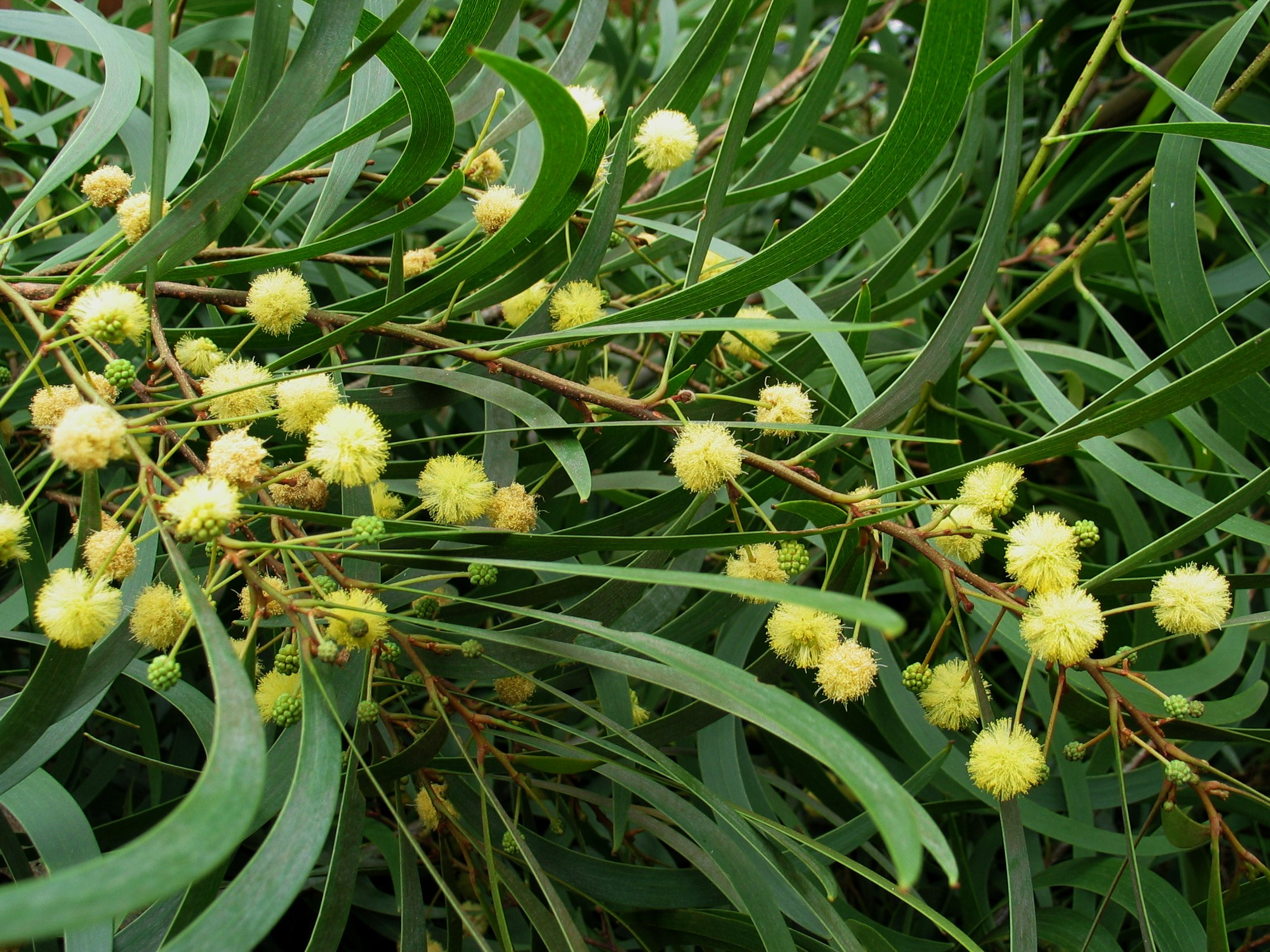
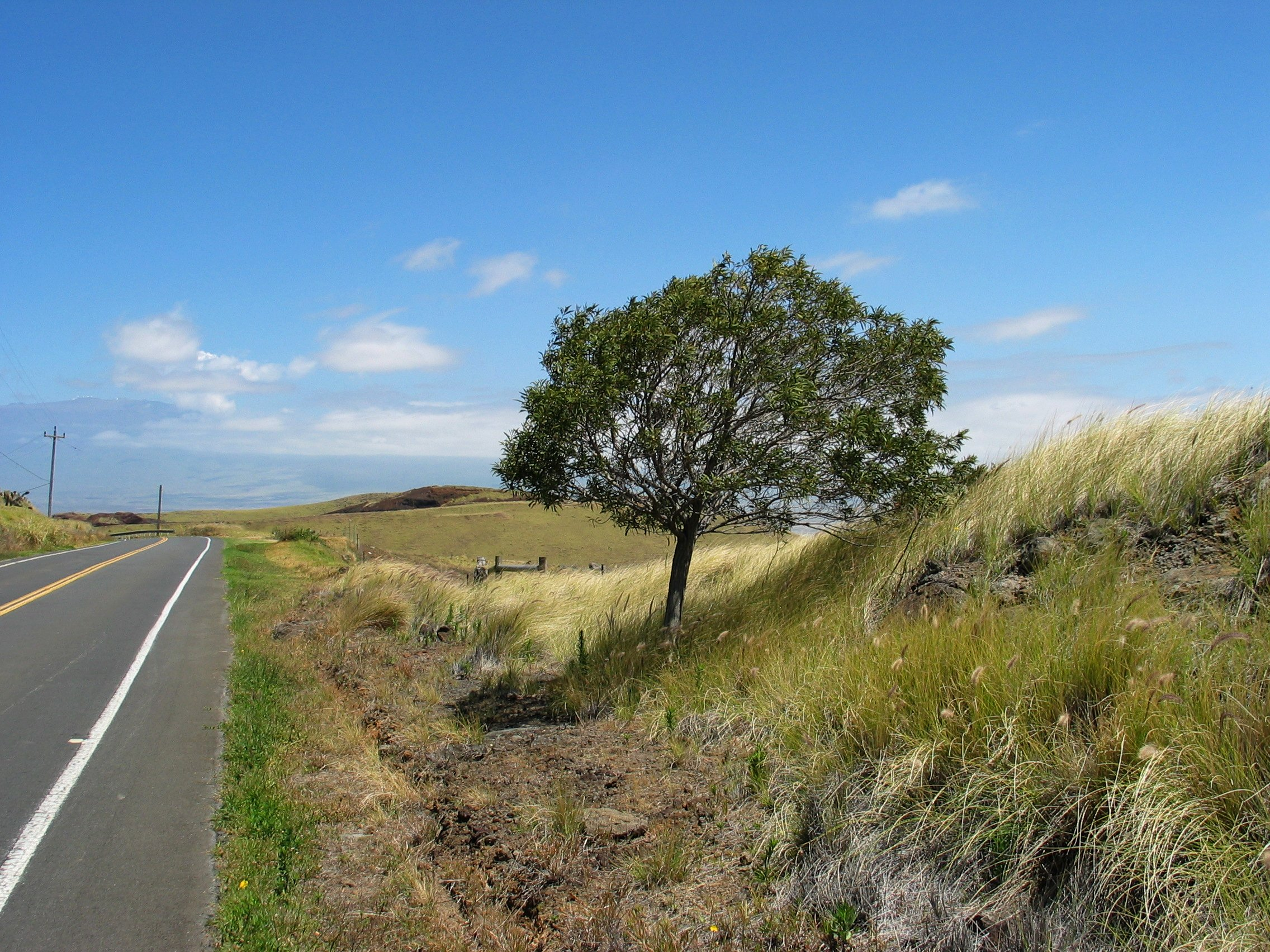
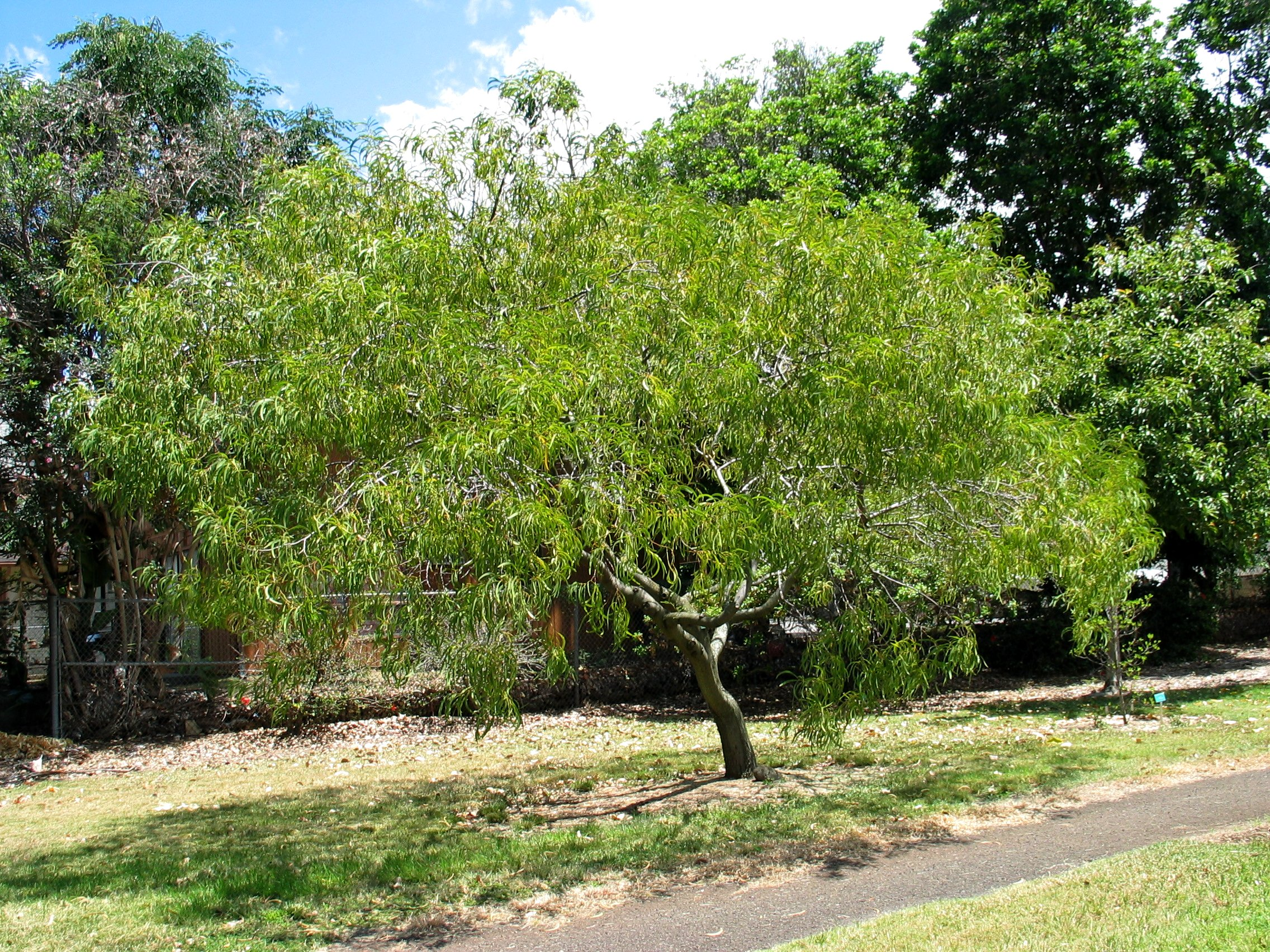